# Cytheropteron subcircinatum
Cytheropteron subcircinatum är en kräftdjursart som beskrevs av Georg Ossian Sars 1866. Cytheropteron subcircinatum ingår i släktet Cytheropteron och familjen Cytheruridae. Arten har ej påträffats i Sverige. Inga underarter finns listade i Catalogue of Life.